# Adobe Captivate
Adobe Captivate (ранее известная как RoboDemo) — программа для создания и редактирования электронных курсов используемых в электронном обучении для Microsoft Windows, и с пятой версии для macOS, которая может быть использована для демонстрации программного обеспечения, записи видеоуроков, создания симуляции программы, создания учебных презентаций и различных тестов в .swf формате. Возможно конвертировать сгенерированный Adobe Captivate .swf в .avi, для загрузки на сайты видеохостинги. Для создания симуляций программ, Captivate может использовать правую и левую кнопку мыши и нажатия клавиш.
Adobe Captivate также можно использовать для создания скринкастов, подкастов, и конвертирования презентаций Microsoft PowerPoint в формат Adobe Flash.

## Особенности
С помощью Captivate можно создавать и редактировать интерактивные демонстрации программ, симуляции, подкасты, скринкасты, игры и уроки. Для демонстраций программ возможна запись в реальном времени. Созданные с помощью Captivate скринкасты занимают намного меньше места, чем полноценные записи с экрана.
Пользователи могут редактировать Captivate презентации для добавления эффектов, активных точек, текстовые области, видео и т.д. Авторы могут редактировать содержимое и изменять время появления того или иного элемента. Нажатие на активные точки может переводить как на другие слайды, так и на внешние ссылки.
Captivate поддерживает импорт изображений, презентаций PowerPoint, видео, .flv и аудио в любой слайд проекта.

## История
Изначально продукт назывался Flashcam и разрабатывался как программа записи с экрана компанией Nexus Concepts.  Он был переработан в E-learning инструмент и переименован в RoboDemo после того, как Nexus была куплена компанией eHelp. Вскоре Macromedia приобрела eHelp. Незадолго до того, как Adobe Systems приобрела Macromedia, имя программы было изменено на Captivate.

## История версий
- Adobe Captivate 2017 (апрель 2017)
- Adobe Captivate 9 (август 2015)
- Adobe Captivate 8 (май 2014) — новая версия интерфейса программы, новый дизайн, улучшения, а также в целом интуитивно-дружественный пользователю интерфейс.

- Adobe Captivate 7 (июнь 2013) — были добавлены новые системные переменные, оптимизирован интерфейс, а также появились новые возможности: Публикация курсов для LMS, использующих Tin Can API. Таким образом курс, опубликованный в Captivate 7 передает данные о всех действиях пользователя в LMS/LRS.

Поддержка записи системных звуков при захвате экрана (опция «System Audio»), позволяет записывать звуки которые воспроизводит та или иная программа при работе в ней напрямую с компьютера, даже при выключенных динамиках.
Системные звуки записываются на отдельный трек («System Audio») и могут быть отредактированы на Timeline.
Импорт вопросов в GIFT-формате, предварительно создав их, например, в текстовом редакторе.
Замечательная возможность сохранять Advanced Actions как Shared Action. То есть теперь можно создать Advanced Action и сохранить его для использования, например, в других проектах!
Добавлен специальный инструмент для создания учебных курсов для размещения их в AppStore и GooglePlay — Adobe Captivate App Packager. В Adobe Captivate App Packager вы можете проверить совместимость разработанного вами контента электронного курса с теми или иными мобильными устройствами, при необходимости отредактировать его, добавить дополнительные элементы и опубликовать его напрямую в AppStore и GooglePlay.
- Adobe Captivate 6 (июнь 2012) — интерфейс опять был изменён — появилась возможность гибко подстраивать представление под свои нужды. Были добавлены следующие возможности:

HTML5 Publishing — наконец-то появилась возможность публиковать курсы в формате HTML 5.
High-definition Screencast — Возможность создавать/записывать видеозахваты высокой четкости.
Themes - готовые, профессионально разработанные темы, которые включают фоны, стили, шрифты и макеты. Также есть возможность настроить темы самостоятельно, под требования пользователя.
Smart shapes - Смарт-формы. Это новый тип интерактивных объектов, которые также можно использовать в разрабатываемых курсах.
Reflections - графический эффект зеркального отражения объектов курса.
Object grouping - группировка объектов, позволяет сгруппировать смарт-формы, изображения или другие объекты, так чтобы редактировать их всех вместе (изменить размеры, повернуть, изменить время отображения на слайдах, и др. свойства).
Pre-test and branch-aware quizzing - предварительное тестирование, возможность добавить слайды с тестовыми вопросами, результаты которых не будут учитываться в общей оценке за курс.
Основываясь на результатах предварительных тестов, можно направить обучающегося в соответствующий раздел и тестирования в конце, чтобы оценить то, что они узнали.
Partial and negative scoring — делимые (разделяемые) и отрицательные значения оценки.
Partial - присвоение баллов за каждый правильный ответ, когда вопрос имеет более чем один правильный ответ.
Negative - присвоение отрицательных баллов за неправильный ответ. данные баллы вычитаются из общей оценки за курс.
Ready-to-use character images - Готовые к использованию персонажи.
Выбор различных готовых персонажей, например, бизнес-леди или врач.
- Adobe Captivate 5.5 (май 2011) — интерфейс остался без изменений, как в предыдущей версии, но при этом были добавлены некоторые новые функции. Например, такие как возможность работать сразу с несколькими проектами одновременно, поворот объектов, тени и градиенты для объектов на слайдах, а также возможность публикации ролика напрямую в YouTube.
- Adobe Captivate 5 (июль 2010) В отличие от других версий, которые были основаны на Captivate 2 и сохраняли известные баги и лимитированную технологию, Captivate 5 была написана заново. У программы появился новый графический интерфейс, похожий на продукты из Adobe CS, встроенные анимированные эффекты, расширенная поддержка Microsoft PowerPoint, расширенные возможности встраивания видео, стили объектов. Разработчики могут публиковать их контент на Acrobat.com. Adobe Captivate 5 доступна как самостоятельный продукт, или как часть Adobe eLearning Suite 2.[1]

- Adobe Captivate 4 (январь 2009) Новые функции включали комментирование SWF, профессиональные шаблоны проектов, настраиваемые виджеты, содержание, функцию перевода текста в голос, поддержка слоев Adobe Photoshop. Интеграция с другими программами Adobe, такими как Bridge, Soundbooth, Photoshop, Adobe Device Central и т. д. Эта версия Adobe Captivate включена в новый набор программ Adobe eLearning Suite.
- Adobe Captivate 3 (июль 2007) В новой версии появилась автоматическая запись, XML экспорт/импорт (XLIFF) для локализации, запись аудио с превью, случайные викторины, новые типы вопросов, PPT импорт с анимацией, эффекты для смены слайдов.

- Adobe Captivate 2 (октябрь 2006) В новой версии была добавлена библиотека, визард симуляции, зум, скины и меню, поддержка flash-видео, экспорт в Flash 8, PENS.

- Macromedia Captivate (октябрь 2004) Новые функции включали timeline, редактирование аудио, возможности записи демонстрации и симуляции, настраиваемые секции викторин, экспорт в Flash MX 2004, SCORM 2004 и интеграция Breeze.

- RoboDemo 5 и eLearning Edition (осень 2003, eHelp Corporation) Новые функции, велючая бослее тесную интеграцию с Flash, запись в реальном времени, SCORM 1.2., импорт видео, undo, управление ярлыками, фоновое аудио, изменение размера проекта.

- RoboDemo 4 и eLearning Edition (весна 2003, eHelp Corporation) Новые функции, включая AutoText Captions, анимированные эффекты текста, интерфейс в стиле PowerPoint, публикацая в виде email-аттачмента, SCORM, слайды с викторинами.

- RoboDemo 3 (осень 2002, eHelp Corporation) Новые функции, включая импорт из Powerpoint и AVI форматов. Интерактивные текстовые области, ява-скрипт опции.

- RoboDemo 2 (май 2002, eHelp Corporation) Первая версия с множеством исправлений ошибок FlashCam (по этому версия получила номер 2).